# Miguel Harth-Bedoya
Miguel Alberto Harth-Bedoya (Lima, 1968) è un direttore d'orchestra peruviano.
Attualmente è direttore musicale della Fort Worth Symphony Orchestra e direttore principale dell'Orchestra Radiofonica Norvegese.

## Biografia

### Famiglia e primi anni
Harth-Bedoya nacque a Lima. Sua madre era una direttrice di coro della compagnia aerea Aeroperu. Sua sorella Maria Luisa Harth-Bedoya è una chitarrista.
Harth-Bedoya ha studiato al Curtis Institute di Filadelfia. In seguito ha frequentato la Juilliard School di New York, dove tra i suoi insegnanti c'era Otto-Werner Mueller. Si è laureato alla Juilliard nel 1991 con un Bachelor of Music e nel 1993 con un Master in Musica, entrambi in direzione d'orchestra. Tra gli altri suoi maestri di direzione figurano Gustav Meier e Seiji Ozawa. Nel suo nativo Perù Harth-Bedoya ha contribuito a fondare l'Orquesta Filarmonica de Lima e la Compañía Contemporánea de Opera ed ha lavorato con entrambi i gruppi dal 1993 al 1998.

### Carriera
Negli Stati Uniti nella sua carriera iniziale, Harth-Bedoya ha lavorato con la Norwalk Youth Symphony (Connecticut), con la quale fece il suo debutto come direttore alla Carnegie Hall. È stato direttore musicale della New York Youth Symphony dal 1993 al 1997. Ha anche lavorato come membro della facoltà di direzione della Juilliard ed è stato direttore dello staff della New York Philharmonic.
Nel 1996 Harth-Bedoya diventò direttore musicale dell'Eugene Symphony ed ha ricoperto questo incarico fino al 2002. Nel 1998 è diventato vicedirettore della Filarmonica di Los Angeles, nominato da Esa-Pekka Salonen. Successivamente Salonen lo ha promosso direttore associato nel 1999 e Harth-Bedoya ha ricoperto questo incarico fino a tutto il 2004. Nel 2002 vinse il premio Seaver/National Endowment for the Arts Conductors.
Nel 2000 divenne direttore musicale della Fort Worth Symphony Orchestra. Il suo contratto a Fort Worth, recentemente esteso fino alla stagione 2010-2011, è stato ulteriormente prolungato fino al 2014. Nel maggio 2018 l'orchestra annunciò che Harth-Bedoya concluderà la sua direzione musicale a Fort Worth alla fine della stagione 2019-2020 per poi ottenere il titolo di direttore d'orchestra laureato. Negli Stati Uniti il lavoro di Harth-Bedoya nella musica contemporanea ha compreso la direzione della prima di luglio 2005 della versione rivista di Ainadamar di Golijov alla Santa Fe Opera e l'esecuzione in anteprima mondiale della prima opera di Jennifer Higdon Cold Mountain, sempre alla Santa Fe Opera, nell'agosto 2015.
Al di fuori degli Stati Uniti, Harth-Bedoya è stato direttore musicale dell'Orchestra Filarmonica di Auckland dal 2000 al 2005. Nel 2007 ha istituito il progetto multimediale Caminos del Inka per la promozione della musica del Sud America, che ha previsto l'esecuzione di opere orchestrali di diversi compositori sudamericani come Osvaldo Golijov, Enrique Iturriaga, Celso Garrido Lecca, Esteban Benzecry e Jimmy Lopez. Ha diretto per la prima volta l'Orchestra Radiofonica Norvegese (KORK) nel novembre 2010. Nel febbraio 2012 la KORK ha annunciato la nomina di Harth-Bedoya come suo 7° direttore principale, a far tempo dalla stagione 2013-2014.
Harth-Bedoya ricopre il ruolo di Distinguished Guest Professor of Conducting presso la Texas Christian University.

## Vita privata
Harth-Bedoya ha sposato sua moglie Maritza nel 2000. La coppia ha 3 figli. La famiglia risiede a Fort Worth, in Texas.